# Wobbler
Segundo Renato Santhinon, wobbler é um material de merchandising utilizado geralmente em supermercados que é colocado a frente das prateleiras das gôndolas, geralmente a altura dos olhos, com o intuito de informar o consumidor sobre um lançamento ou somente sobre as vantagens de adquirir determinado produto. Seu formato mais comum é redondo em torno de 15 a 18 centímetros de diâmetro, mas a peça pode ser criada em diversos formatos de acordo com a criatividade do designer, outra característica do wobbler é que normalmente ele é sustentado por uma haste de plástico transparente. A peça também pode ser fabricada em papel para ações ou campanhas de curta duração.
O wobbler é um dos materiais de merchandising mais utilizados em ações promocionais no ponto de venda pelo seu baixo custo de produção, embora estatísticas provem que sua duração na gôndola é menor que 7 dias em média.
Fonte: www.pdvnews.com.br